# Руски каганат
Руският каганат е хипотетично държавно образувание от 9 век, хронологически предхождащо възникването на Киевска Рус, считана обичайно за първата държава на източни славяни.
В западноевропейските и арабски исторически източници от 9 век владетелят на русите е назован каган. Около произхода на титлата при русите има спорове, но това става най-вероятно опосредствано от хазарите. Други историци критикуват понятието руски каганат и го наричат „историографски фантом“, като твърдят, че обществото на Рус от IX век все още не е държава. Все пак се посочват цитирания на политическа единица „Рус“ предвождана отчакан, често съвпадаща с Киевска Рус макар и в по-късни източници,
Най-ранното свидетелство за това датира от 839 г. Например Бертинските летописи споменават хора от народа рос (Rhos), чийто цар наричат хан (chacanus or Chacanus), посетили франкския император Лудвиг Благочестиви в Ингелхайм ам Рейн през 839 г.
През 10 век постепенно титлата престава да се използва от русите, въпреки че нейната употреба продължава в някои текстове до 11-12 век, като князе като Владимир Велики, Ярослав Мъдри, Святослав II и Олег Черниговски са наричани каган в старославянската литература. 